# Harold Stapley
Harold "Harry" S. Stapley (Kent, 29 de abril de 1883 - 29 de abril de 1937) foi um futebolista inglês que competiu nos Jogos Olímpicos de 1908, sendo campeão olimpico.
Harold Stapley pela Seleção Britânica de Futebol conquistou a medalha de ouro em 1908, marcando seis gols. .